# ジェイソン・ハーヴェイ
ジェイソン・ハーヴェイ（Jason Hervey、1972年4月6日 - ）は、アメリカ合衆国カリフォルニア州出身の元子役、俳優、プロデューサーである。

## 来歴
俳優、プロデューサーとして知られるハーヴェイは、1972年にカリフォルニア州ロサンゼルスに生まれた。幼少の頃から子役としてエンターテイメントの世界に足を踏み入れ、『バック・トゥ・ザ・フューチャー』や『ポリスアカデミー2』、ティム・バートン監督の初期の作品などに顔を出している。それらはほぼ少ししか登場しないような小さな役柄だったが、1988年から1993年まで放送された大ヒットドラマ『素晴らしき日々』にレギュラー出演を果たしたことで一躍その名が知れ渡るようになった。同ドラマは日本でもNHKで1992年から放映され、ハーヴェイはフレッド・サベージ演じるケヴィン・アーノルドの意地悪で嫌味ながらも、弟思いの優しい兄をユーモラスに演じている。その功績から、本国アメリカのケーブルネットVH1では、“素晴らしい子役100人”のうちの71位にランキングされた。

## 近況
2003年から2005年までは俳優業から退いた形でアラバマ州を拠点とするヘルスケア用品の販売会社の「HealthSouth」という株式会社の副社長をやっていたが、会社による大規模な詐欺事件なども相まって後にその職を退いた。その後、再び芸能界へカムバックを果たし自身が設立したプロダクションの広報やプロデューサー・として現在は活躍している。WCWで当時副社長をしていたエリック・ビショフと知り合い、Bischoff/Hervey Productionsという制作会社を設立している。そのため現在はレスリング系の番組の制作に多くかかわっている。

## 出演作品

### 映画
- バディ・システム The Buddy System (1984)
- ミートボール2 Meatballs Part II (1984)
- フランケンウィニー Frankenweenie (1984)[1]
- ポリスアカデミー2 全員出動! Police Academy 2: Their First Assignment (1985)
- バック・トゥ・ザ・フューチャー Back to the Future (1985)
- ピーウィーの大冒険 Pee-wee's Big Adventure (1985)
- バック・トゥ・スクール Back to School (1986)
- ドラキュリアン The Monster Squad (1987)
- ブレイクアウト Do Me a Favor (1997)

### テレビドラマ
- Dr. トラッパー Trapper John, M.D. (1979)
- ラブ・ボート The Love Boat (1981)
- ワイルドサイド Wildside (1985)
- アーノルド坊やは人気者 Diff'rent Strokes (1985-1986)
- ファミリー・タイズ Family Ties (1986)
- サイモン&サイモン Simon & Simon (1988)
- 素晴らしき日々 The Wonder Years (1988-1992)
- ベイウォッチ・ナイツ Baywatch Nights (1995)

### テレビアニメ
- ジャスティス・リーグ Justice League (2004)